# Adolphe Candé
Pour les articles homonymes, voir Candé (homonymie).
Adolphe Candé, né le 1er juillet 1858 à Paris et mort le 22 septembre 1931 à Épinay-sur-Seine, est un un acteur de théâtre et de cinéma et un réalisateur français, parfois crédité Candé.

## Biographie
Adolphe Candé entame sa carrière d'acteur au théâtre vers 1880 et joue souvent à Paris (notamment au théâtre de l'Odéon et au théâtre du Vaudeville). Parmi les pièces qu'il interprète dans sa ville de naissance, mentionnons Le Marchand de Venise de William Shakespeare (1889) et Madame Sans-Gêne de Victorien Sardou et Émile Moreau (création en 1893) — toutes deux avec Réjane —, Entraîneuse de Charles Esquier (1913, avec Victor Francen) et Deburau de Sacha Guitry (1918, avec l'auteur dans le rôle-titre).
Au cinéma, il est actif exclusivement durant la période du muet, contribuant à dix-neuf films français, les deux premiers sortis en 1911, le dernier étant Au Bonheur des Dames de Julien Duvivier (1930, avec Dita Parlo).
Entretemps, citons Les Trois Mousquetaires d'André Calmettes et Henri Pouctal (1912, avec Émile Dehelly interprétant D'Artagnan, lui-même personnifiant Porthos), Le Gamin de Paris de Louis Feuillade (1923, avec Sandra Milovanoff) et Veille d'armes de Jacques de Baroncelli (1925, avec Maurice Schutz).
En outre, il réalise quatre films muets, les trois premiers sortis en 1917 (dont Crésus, avec Maurice de Féraudy) ; le quatrième est La Folle Nuit de Théodore (1920, avec Jane Marken).
À sa mort, Candé est inhumé à Paris au cimetière du Père-Lachaise (66e division), aux côtés de son beau-père l'écrivain Charles Monselet.

## Théâtre (sélection)
(Pièces jouées à Paris)
- 1881 : Phryné d'Henri Meilhac : Praxitèle (Théâtre du Gymnase)
- 1889 : Révoltée de Jules Lemaître : Pierre Rousseau (Théâtre de l'Odéon)
- 1889 : Le Marchand de Venise de William Shakespeare, adaptation d'Edmond Haraucourt, musique de scène de Gabriel Fauré : Antonio (Théâtre de l'Odéon)
- 1890 : Le Député Leveau de Jules Lemaître : rôle-titre (Théâtre du Vaudeville)
- 1891 : Liliane de Félicien Champsaur et Léopold Lacour : Henri Rozal (Théâtre du Vaudeville)
- 1892 : Le Prince d'Aurec d'Henri Lavedan : le baron de Horn (Théâtre du Vaudeville)
- 1893 : Madame Sans Gêne de Victorien Sardou et Émile Moreau : François Joseph Lefebvre (Théâtre du Vaudeville)
- 1897-1898 : Le Passé de Georges de Porto-Riche : François Prieur (Théâtre de l'Odéon)
- 1904 : La Montansier de Gaston Arman de Caillavet, Robert de Flers et Henri-Gabriel Ibels : Neuville (Théâtre de la Gaîté)
- 1905 : L'Instinct d'Henry Kistemaeckers fils : Jean Bernou (Maison de la Poésie)
- 1905 : Les Ventres dorés d'Émile Fabre : Vernières (Théâtre de l'Odéon)
- 1906 : La Tourmente de Maurice Landay et Jean Valdier : Fargey (Théâtre de l'Ambigu-Comique)
- 1906 : La Vieillesse de Don Juan de Pierre Barbier et Mounet-Sully : Don José (Théâtre de l'Odéon)

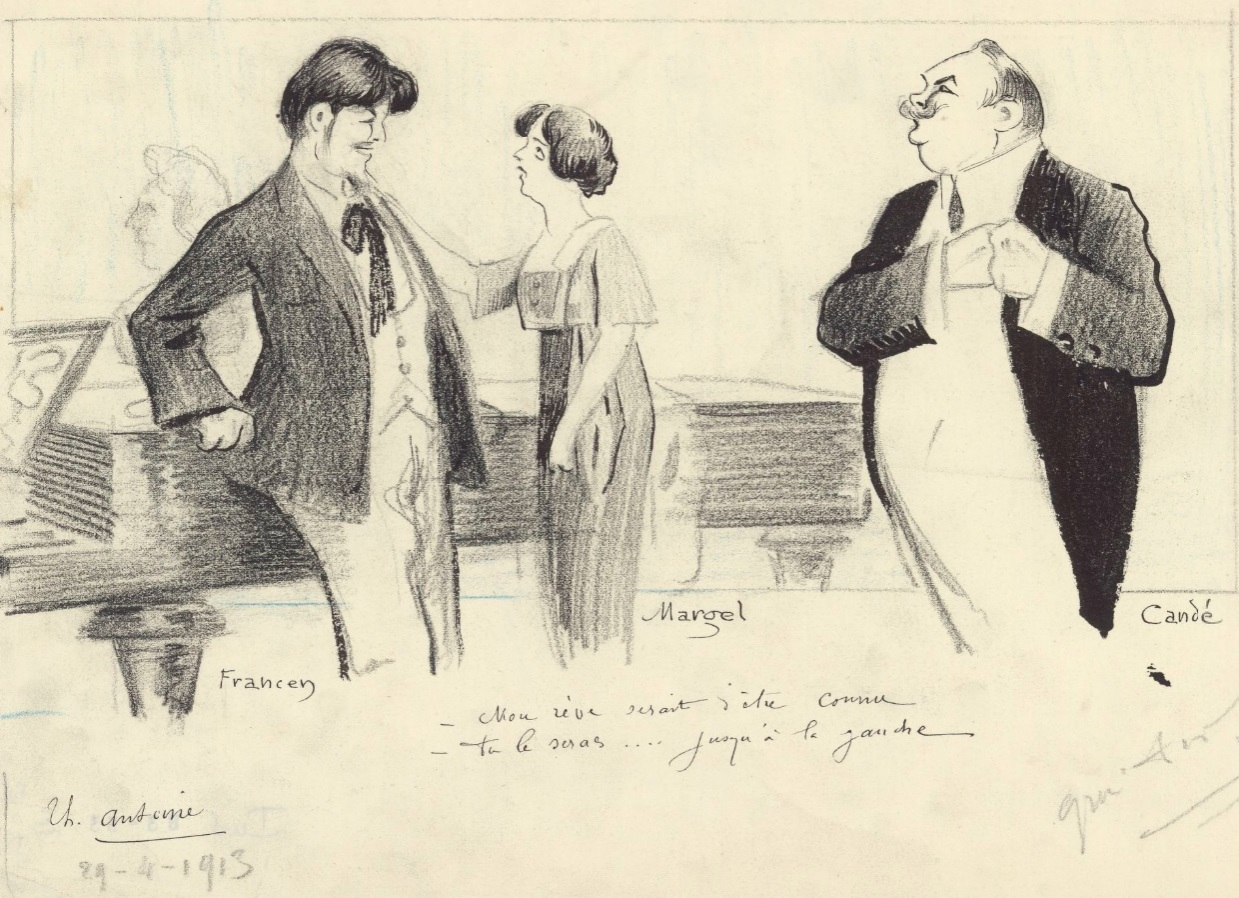
Entraîneuse (1913), avec Victor Francen, Juliette Margel et Adolphe Candé (de g. à d.)

- 1911 : La Gamine de Pierre Veber et Henry de Gorsse : Maurice Delanoy (Théâtre de la Renaissance)
- 1911 : L'Amour en cage d'André de Lorde, Jean Marsèle et Franz Funck-Brentano : le maréchal de Saxe (Théâtre de l'Athénée)
- 1912 : Le Coquelicot de Jean-Joseph Renaud : Francis Blakenay (Théâtre de l'Ambigu-Comique)
- 1912 : L'Homme qui assassina, adaptation par Pierre Frondaie du roman éponyme de Claude Farrère, mise en scène de Firmin Gémier : Mehmed Pacha (rôle repris au cinéma en 1913) (Théâtre Antoine)
- 1913 : Le Chevalier au masque de Paul Armont et Jean Manoussi : le marquis de Clamorgan (Théâtre Antoine)
- 1913 : Entraîneuse de Charles Esquier : Le Goulet (Théâtre Antoine)
- 1918 : Deburau de Sacha Guitry, musique de scène d'André Messager : M. Bertrand, directeur du Théâtre des Funambules (Théâtre du Vaudeville)
- 1920 : La Danseuse éperdue de René Fauchois : le prince Mormelodoüch (Théâtre des Mathurins)
- 1921 : Comédienne de Jacques Bousquet et Paul Armont : Cotteret (Théâtre des Nouveautés)
- 1922 : Le Reflet de Pierre Frondaie : La Fourcade (Théâtre Femina)
- 1922 : L'Insoumise de Pierre Frondaie : Hadj Ismaël (Théâtre Antoine)

## Filmographie complète

### Acteur

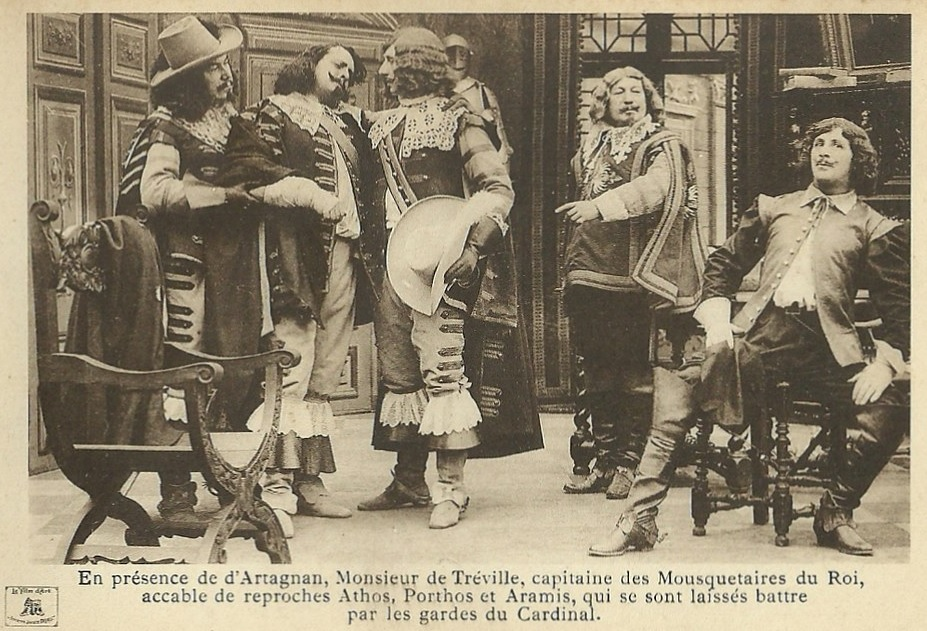
Les Trois Mousquetaires (1912), avec Marcel Vibert, Adolphe Candé, Stellio, Vaslin et Émile Dehelly (de g. à d.)

- 1911 : L'Envieuse (ou Le Vol) d'Albert Capellani : le mari
- 1911 : La Grande Marnière d'Henri Pouctal
- 1912 : Les Trois Mousquetaires d'André Calmettes et Henri Pouctal : Porthos
- 1912 : La Comtesse Sarah d'Henri Pouctal
- 1912 : Le Maître de forges (ou Gerval, le maître de forges) d'Henri Pouctal
- 1913 : L'Homme qui assassina d'Henri Andréani : Mehmed Pacha
- 1913 : Serge Panine d'Henri Pouctal
- 1919 : La Gloire douloureuse de Maurice Landais : Boracci
- 1921 : Le Mont maudit de Paul Garbagni : Archibald Benton
- 1921 : Une fleur dans les ronces de Camille de Morlhon : Richard Osmond
- 1921 : L'Affaire du train 24 de Gaston Leprieur : André Muzillac
- 1923 : Le Gamin de Paris de Louis Feuillade : le général
- 1923 : L'Insigne mystérieux d'Henri Desfontaines : le général Herbaut
- 1923 : L'Espionne d'Henri Desfontaines : le baron van der Kraft
- 1925 : Veille d'armes de Jacques de Baroncelli : le commandant Morbraz
- 1926 : Le Juif errant de Luitz-Morat : Dr Baleinier
- 1927 : La Sirène des tropiques d'Henri Étiévant et Mario Nalpas : le directeur
- 1928 : Vivre de Robert Boudrioz : l'intendant
- 1930 : Au Bonheur des Dames de Julien Duvivier : le baron Hartmann

### Réalisateur
- 1917 : Crésus
- 1917 : Le Devoir d'abord
- 1917 : Le Mort invisible
- 1920 : La Folle Nuit de Théodore